# Anthophora retusa
{{Bảng phân loại
| image caption =
| regnum = Animalia 
| phylum = Arthropoda 
| classis = Insecta 
| ordo = Hymenoptera
| familia = Apidae
| subfamilia = Apinae
| tribus = Anthophorini
| genus = Anthophora
| species = A. retusa
| binomial = Anthophora retusa
| binomial_authority = Linnaeus, 1758
| species = A. retusa là một loài Hymenoptera trong họ Apidae. Loài này được Linnaeus mô tả khoa học năm 1758.